# Beat Happening
Beat Happening est un groupe de rock indépendant américain, originaire d'Olympia, dans l'État de Washington. Leur style musical saturé et minimaliste, des techniques d'enregistrement primitives, un mépris revendiqué pour toute forme de virtuosité, et de façon générale leur posture anti-commerciale en font l'un des groupes pionniers du mouvement lo-fi et exercèrent une importante influence sur le développement du rock indépendant américain des années 1980.

## Biographie

### Formation
Beat Happening est formé en 1982 à l'Evergreen State College, et commence à enregistrer en 1983. Le nom du groupe s'inspire d'un projet filmographique d'étudiant, Beatnik Happening, fait par la petite amie de Bret. La formation basique du groupe se compose de batterie, chant, guitare, même si le duo n'avait qu'en sa possession une paire de maracas et une guitare Sears Silvertone achetées dans une boutique locale. Les premières chansons se font avec une machine Echoplex qui ajoute de l'écho à la guitare de Bret, dans le but de masquer son manque d'expérience.
Le groupe traverse Tokyo en 1984 dans l'intention de tourner. Leur premier concert au Japon se fait dans un lycée que Calvin connaissait grâce à un échange d'étudiants Le groupe enregistre Three Tea Breakfast, un EP de 5 titres
Qui a marqué la première version du groupe.

### Albums
Beat Happening (1985), leur premier album studio, est félicité, comme pour sa suite, Jamboree (1988). Beat Happening est produit par Greg Sage du groupe The Wipers. À la sortie de Dreamy en 1991, Beat Happening devient l'un des plus des groupes de rock indépendant les plus populaires, menant à une performance à l'International Pop Underground Festival. Leur dernier album, You Turn Me On, est publié en 1992, et comprend notamment la chanson de neuf minutes Godsend. L'album est décrit comme un chef-d'œuvre par AllMusic.
En 2000, ils sortent le single Angel Gone, leur première sortie en huit ans. Un coffret Beat Happening, Crashing Through, qui comprend notamment une cassette split avec The Vaselines, est publié en 2002. En septembre 2015, le groupe annonce la sortie d'une nouvelle compilation qui retracera leur carrière, intitulée Look Around, au label Domino Records.

## Membres
- Calvin Johnson – guitare, chant
- Heather Lewis – batterie, guitare, chant
- Bret Lunsford – guitare, batterie

## Discographie

### EP
- 1984 : Three Tea Breakfast Cassette EP (K Records)
- 1988 : Crashing Through EP (53rd & 3rd)
- 1988 : Split Beat Happening/Screaming Trees (K Records, Homestead Records)

### Compilations
- 2002 : Crashing Through (best of, K Records)
- 2003 : Music to Climb the Apple Tree By (compilation de faces B, K Records)